# Empresa Brasileira de Pesquisa Agropecuária
Empresa Brasileira de Pesquisa Agropecuária (Embrapa) ist ein brasilianisches Forschungsinstitut. Es entwickelt Technologien für die brasilianische Landwirtschaft, welche Produktionskosten senken, die Nahrungsmittelproduktion erhöhen, Ressourcen und Umwelt schonen sowie die Abhängigkeit von externen Technologien, Produkten und genetischem Material reduzieren sollen.
Embrapa wurde 1973 gegründet und umfasst 38 Forschungsstationen, der Hauptsitz ist in Brasília. Es untersteht dem Landwirtschaftsministerium und koordiniert die nationale Agrarforschung. Von den über 8.000 Mitarbeitern sind über 2.000 Wissenschaftler. Präsidentin ist seit dem 1. Mai 2023 Silvia Massruhá.